# Ficca
Ficca è il terzo album del gruppo musicale polacco Virgin, pubblicato nel 2005 dall'etichetta discografica Universal Music Polonia. 
L'album ha ottenuto due dischi di platino in Polonia.

## Tracce
Versione originale
1. Inni Przyjaciele
2. Dezyda
3. Opowiem Ci
4. Superstar
5. Znak Pokoju
6. Mam wszystko w...
7. 2 Bajki
8. In Love
9. Piosenka na imprezę
10. Dla R. (Nieważne dziś jest)
11. Mam Tylko Ciebie (versione live)

Edizione del 2005
1. Inni Przyjaciele
2. Dezyda
3. Opowiem Ci
4. Superstar
5. Znak Pokoju
6. Mam Wszystko W...
7. 2 Bajki
8. In Love
9. Piosenka Na Imprezę
10. Dla R. (Nieważne dziś jest)
11. Mam Tylko Ciebie (versione live)

Edizione del 2006
1. Szansa - 3:50
2. Inni Przyjaciele - 4:02
3. Dezyda - 3:38
4. Opowiem Ci - 3:37
5. Superstar - 2:53
6. Znak Pokoju - 4:04
7. Mam Wszystko W... - 2:28
8. 2 Bajki - 3:58
9. In Love - 3:36
10. Piosenka Na Imprezę - 3:04
11. Dla R. (Nieważne Dziś Jest) - 3:49
12. Mam Tylko Ciebie (versione live, bonus track) - 3:21
13. Nie Zawiedź Mnie (versione live, bonus track) - 3:53
14. Znak Pokoju (versione karaoke, bonus track) - 4:02
15. Szansa (versione karaoke, bonus track) - 3:51